# Reykjavik ZOO
Reykjavik ZOO eller Reykjavik Zoologisk Have (Fjölskyldu- og húsdýragarðurinn) er en familie- og husdyrspark i Reykjavik på Island. Parken ligger tæt på byens centrum.
Parken rummer en række eksemplarer fra den lokale fauna, bl.a. sæler, polarræve og rener.
Herudover har parken forskellige forlystelser og aktiviteter til de yngste i familien.
| Bygning eller seværdighed | Spire Denne artikel om en bygning, et bygningsværk eller en seværdighed er en spire som bør udbygges. Du er velkommen til at hjælpe Wikipedia ved at udvide den. |